# Тёпловка (Самарская область)
Тёпловка — село в Пестравском районе Самарской области. Входит в состав сельского поселения Мосты. 

## География
Находится на левом берегу реки Большой Иргиз на расстоянии примерно 22 километра по прямой на юго-запад от районного центра села Пестравка.

## История
Основано в 1770-1780 годы. В селе на 1859 год было 824 жителя .
Рядом с селом расположен древний курган , датированный 2000 лет до нашей эры . Является памятником федерального значения .

## Население
Постоянное население составляло 509 человек (русские 82%) в 2002 году, 482 в 2010 году.